# Корпус Кристи
Корпус Кристи (енгл. Corpus Christi) град је у америчкој савезној држави Тексас. Осми је по величини град у Тексасу. По попису становништва из 2020. у њему је живело 317.863 становника.

## Демографија
Према попису становништва из 2010. у граду је живело 305.215 становника, што је 27.761 (10,0%) становника више него 2000. године.
|                   | 2010.            | 2000.            |
| Укупно            | 305 215 (100,0%) | 277 454 (100,0%) |
| Хиспаноамериканци | 182 181 (59,69%) | 150 737 (54,33%) |
| Белци             | 101 593 (33,29%) | 106 901 (38,53%) |
| Афроамериканци    | 13 254 (4,343%)  | 12 969 (4,674%)  |
| Азијати           | 5 613 (1,839%)   | 3 551 (1,280%)   |
| Остали            | 2 574 (0,843%)   | 3 296 (1,188%)   |

## Партнерски градови
- Толедо
- Ажен
- Keelung
- Јокосука